# 소새울 KCC스위첸
소새울 KCC스위첸(영어: Sosaeul KCC Switchen)은 대한민국 경기도 부천시 소사구 소사본동에 위치한 아파트이다. 2012년에 완공되었다. 지상 15층과 지하 2층으로 구성되어 있다.